# Чудовский, Валерьян Адольфович
Валерья́н Адо́льфович Чудо́вский (2 [14] апреля 1882, Санкт-Петербург, Российская империя — 4 ноября 1937, СССР) — советский библиотекарь, литературный критик, теоретик стиха.

## Биография
Родился в дворянской семье; отец — военный инженер, участник русско-турецкой войны 1877—1878 гг., генерал-лейтенант А. А. Чудовский (1848—1904), мать — Елена Валерьяновна (1858—1919). Имел младшую сестру — Марию (1889—1919).
Окончил Киево-Печерскую гимназию (1901) и Александровский лицей (1904). В 1903 году написал сочинение «Власть президента в С. А. С. Ш. и во Французской республике», хранившееся в лицейском архиве.
По окончании лицея поступил на государственную службу в землеустроительный отдел Министерства внутренних дел. В 1907—1909 годах продолжил своё образование за границей. По возвращении в Россию 13 мая 1910 года был зачислен на службу в министерство народного просвещения и командирован в юридический отдел Императорской публичной библиотеки. Через год, 30 июня 1911 года, он был переведён в штат библиотеки на должность младшего помощника библиотекаря; с 4 декабря 1913 года стал заведовать юридическим отделением, а с 9 января 1914 года дополнительно стал регистратором библиотеки.
С сентября 1915 года в чине коллежского советника Чудовский был присяжным заседателем 1-го отделения Петроградского окружного суда. С 1 марта 1916 года стал заведующим отделением изящных искусств и технологии библиотеки. 19 июня 1918 года был назначен заведующим отделением библиотеки «Россика», а с 18 октября 1919 года — отделением изящной словесности.
Главный библиотекарь Государственной публичной библиотеки.
Арестован 7 апреля 1925 года по «делу лицеистов» и выслан в Нижний Тагил на пять лет. Здесь он стал заведующим уникальной, составленной из более, чем 38 тысяч книг бывших владельцев Демидовых (так называемой «Сан-Донатской»), библиотеки Тагильского окружного музея краеведения. Отбыв ссылку, вернулся в Ленинград. В 1934 году преподавал в Институте механизации и социалистического земледелия.
В 1935 году В. Чудовский вместе с женой-биологом, Инной Романовной, урождённой Малкиной (1896—1937, до этого состоявшей в браке с В. А. Рождественским), был выслан в Уфу, где работал преподавателем Башкирского филиала Свердловского института повышения квалификации. Повторно арестован 25 августа 1937 года и приговорён к высшей мере наказания по статье 58-10, 58-11 УК РСФСР за участие в мифической «Польской организации войскова». В числе 98 человек был расстрелян 4 ноября 1937 года. 
14 января 1958 года учёный был посмертно реабилитирован.

## Литературная деятельность
В 1910—1917 годы Чудовский был постоянным сотрудником журнала «Аполлон» — его секретарь и автор; помещал в нём свои статьи посвящённые поэтам-символистам и акмеистам, театру, а также работы по теории стихосложения и об отечественной литературе начала XX века. В 1914 году вышел его труд «Императорская Публичная библиотека за сто лет: 1814—1914».

## Шахматная деятельность
Чудовский был любителем шахмат и внёс заметный вклад в организацию шахматных соревнований и объединений шахматистов. В 1909 году он был членом оргкомитета турнира памяти М. И. Чигорина и проведённого параллельно с ним всероссийского турнира любителей. В 1914 году он был избран секретарём вновь организованного Всероссийского шахматного союза.